# 莫斯科国立大学
莫斯科国立罗蒙诺索夫大学（俄语：Московский государственный университет имени М. В. Ломоносова），簡稱莫大，是俄羅斯歷史最悠久、辦學規模最大的大學，其於1755年由俄羅斯帝國女皇伊莉莎白所創建。截至2020年共有13位校友及教職員曾榮獲諾貝爾獎。2004年该大学有约4000名讲师、31000名大学生和7000名进修生。

## 历史
1755年1月25日俄罗斯女皇帝伊莉莎白·彼得羅芙娜·羅曼諾娃下令建立莫斯科大学，同年4月26日该大学开始授课。至今为止在俄罗斯1月25日是大学生节。
一开始大学设立在红场边上的中心药店，叶卡捷琳娜大帝后来将它迁到Mokhovaya街另一侧的一座新古典式建筑中。
1905年在莫斯科大学建立了一个社会民主主义的组织，该组织呼吁推翻皇帝，建立一个共和国，此后俄罗斯帝国政府多次关闭莫斯科大学。1911年130名科学家和教授抗议军队入驻校园以及一些教授被殴打，上千名学生被开除。
1917年十月革命后大学开始接纳工农子弟。1919年开始免交学费，为了工人阶级子弟建立了一个预备系，来让他们能够通过入学考试。1940年大学改名来纪念其创立者米哈伊尔·瓦西里耶维奇·罗蒙诺索夫。2005年该校举行了隆重的莫大建立250周年庆，学校举行了各种庆祝活动以及邀请众多世界教育界名人到该校演讲。

## 主楼

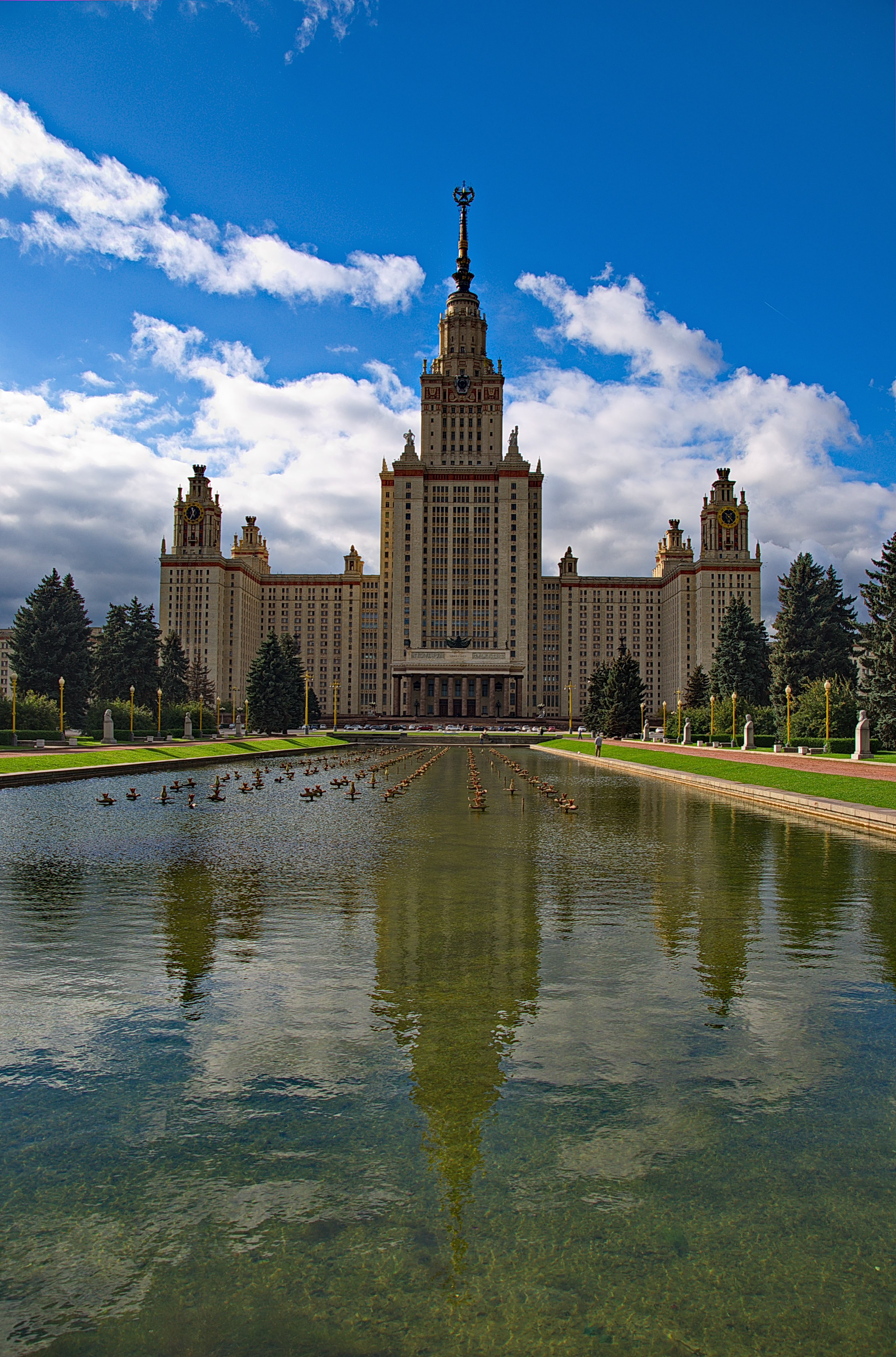
莫斯科国立大学主楼

第二次世界大战后，苏联共产党总书记约瑟夫·斯大林下令在莫斯科市中心周围建造了被称为七姐妹的七座建筑。从1953年开始莫斯科大学的主楼位于其中最大的建筑中。大学主楼位于麻雀山（原名列宁山）。当时它也是欧洲最高的建筑，其中心塔高240米，共36层，周围有四个翼。据说其走廊共长33千米，包含5000多间房间。其顶部的红星包含一间小屋和一个展望台，重12吨。建筑的表面画有钟、气压表、温度计等巨大图案，饰有雕塑和镰刀锤子的图案。建筑前有著名俄罗斯学者的塑像。而这些雕像其中就包括莫大的创始人罗蒙诺索夫的，伫立于主楼正前方与图书馆相呼应的位置。

## 学术
它是俄罗斯最好的大学，在国内排名第一，全球排名QS91名（2025）。

## 教學單位

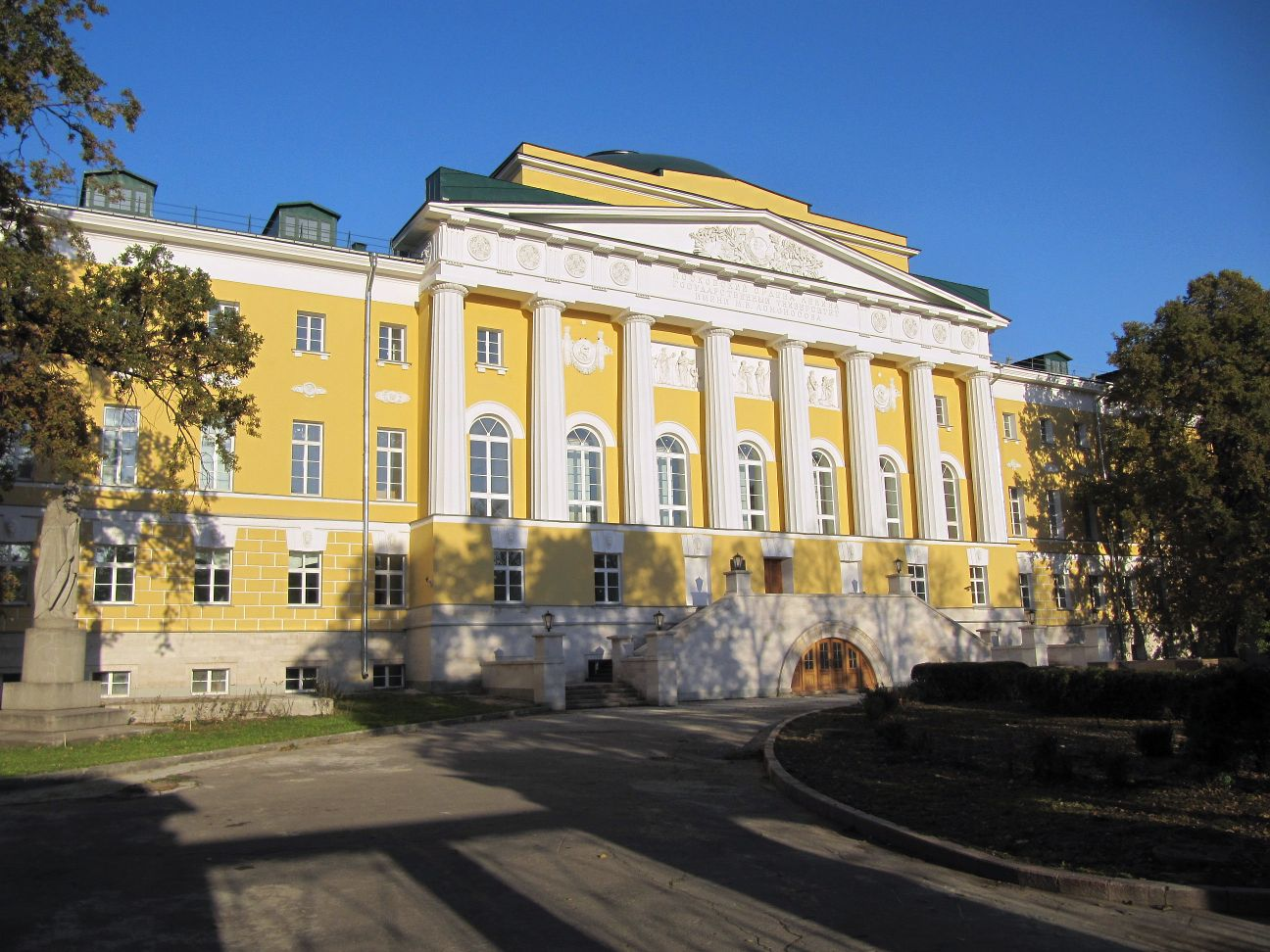
舊大樓，今亞非研究所與新聞系

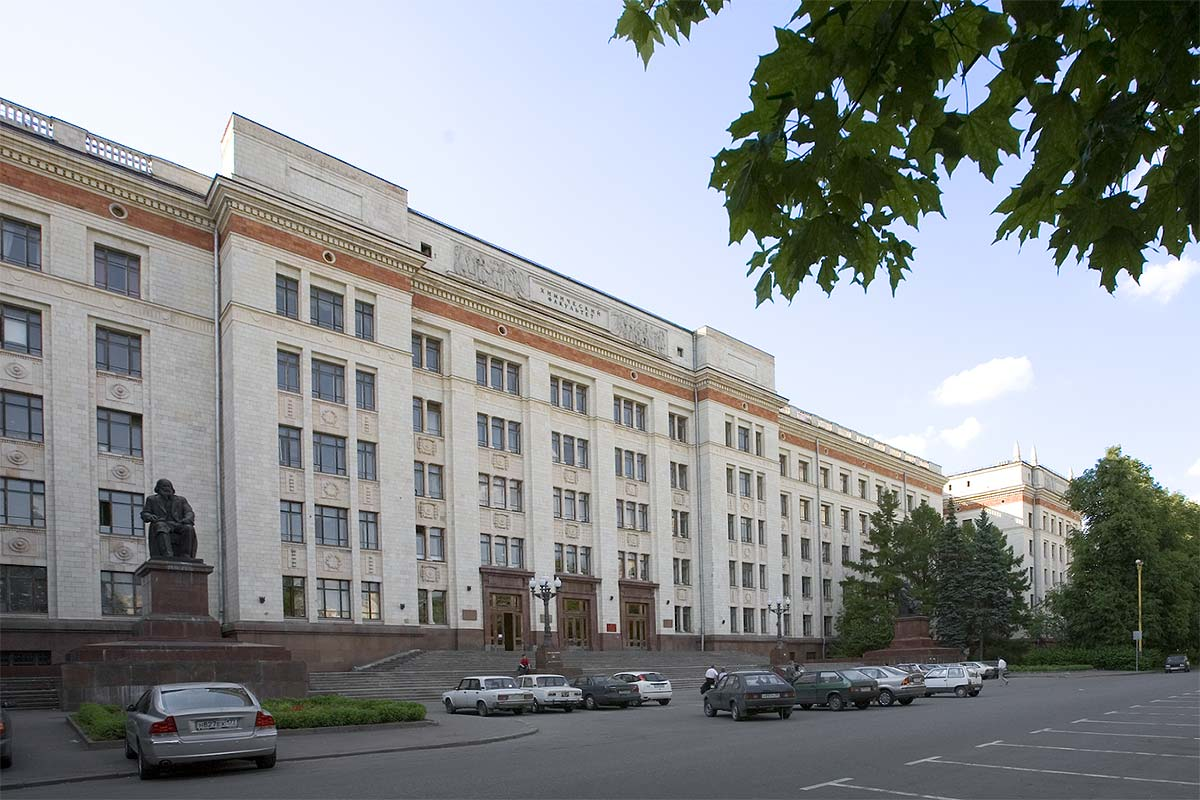
化學系

- 力学数学系
- 计算数学与控制论系
- 物理系
- 化学系
- 材料系
- 生物系
- 基础医学系
- 土壤科学系
- 地质系
- 地理系
- 歷史系
- 语言与文学系
- 外语系
- 哲学系
- 社会科学系
- 经济系
- 高等国家行政学院
- 法律系
- 新闻系
- 心理学系
- 亚洲和非洲研究所(亚非学院)
- 国家管理系
- 莫斯科经济学院
- 艺术系
- 生物工程和生物信息学系
- 高等翻译学校(系)
- 世界政治系

## 著名校友
- 帕夫努季·切比雪夫，数学家、力学家，现代逼近理论奠基人之一
- 尼古拉·卢津，数学家， 描述集合论的创始人之一，在分析学、微分方程和数值计算等领域有杰出贡献
- 安德雷·柯尔莫哥洛夫，数学家，现代概率论奠基人之一
- 弗拉基米尔·阿诺德，数学家、力学家， 解决了希尔伯特第十三问题，其工作涉及数学与力学中的多个领域
- 奥莉加·拉德任斯卡娅，数学家，其主要对于偏微分方程（特别是希尔伯特第十九问题）与流体力学有着重大贡献
- 亚历山大·格尔丰德，数学家，解决了希尔伯特第七问题
- 伊斯拉埃尔·盖尔范德，数学家、生物学家、教育家，被誉为20世纪最伟大的数学家第一
- 帕维尔·亚历山德罗夫，数学家，对集合论和拓扑学做出了重要贡献
- 伊万·彼得罗夫斯基，数学家，主要从事偏微分方程领域的研究。他对解决希尔伯特第19和第16问题做出了巨大贡献
- 列夫·庞特里亚金，数学家，最优控制数学理论开创者之一，因“庞特里亚金最大化原理”而闻名
- 尤里·马宁，数学家， 非交换代数几何、量子计算理论和量子信息科学开创者之一
- 雅科夫·西奈，数学家、数学物理学家，2014年阿贝尔奖得主，其主要贡献于动力系统、遍历理论
- 谷超豪，中国数学家，中国科学院院士，华罗庚数学奖得主
- 尼古拉·博戈柳博夫，物理学家， 在量子场论、经典与量子统计力学，动态系统理论均有突出贡献
- 伊戈尔·贾洛申斯基，物理学家，其知名于Dzyaloshinsky-Moriya 相互作用
- 安德烈·林德，物理学家，因宇宙暴涨的研究而出名
- 拉希德·苏尼亚耶夫，物理学家，吸积盘理论开创者
- 郝柏林，中国物理学家，中国科学院院士
- 管惟炎，中国物理学家，中国科学院院士
- 阿列克谢·齐齐巴宾，化学家，知名于齐齐巴宾反应
- 列夫·楚加耶夫，化学家，因楚加耶夫反应而知名
- 尼古拉·杰米扬诺夫，化学家，因杰米扬诺夫重排反应而知名
- 查全性，中国化学家、电化学家，中国科学院院士
- 亚历山大·奥巴林，生物化学家，对生命起源理论做出了巨大的贡献
- 东尼·霍尔，英国计算机科学家，1980年图灵奖得主，快速排序算法发明者
- 尼古拉·布哈林，马列主义理论家和作家、国际共产主义运动活动家
- 安东·契诃夫，作家，短篇小说巨匠
- 米哈伊尔·莱蒙托夫，作家、诗人
- 弗拉基米尔·索洛维约夫，哲学家、神学家、神秘主义者
- 维萨里昂·别林斯基，思想家、文学评论家
- 亚历山大·赫尔岑， 哲学家、作家
- 瓦西里·康定斯基，画家、美术理论家，抽象表现主义大师
- 亚历山大·鲁利亚，心理学家， 神经心理学的奠基人之一
- 扬·伊利埃斯库，罗马尼亚政治家，罗马尼亚共和国第一任总统
- 崔永林，朝鲜政治家
- 金大中，韩国政治家，大韩民国第15任总统，2000年诺贝尔和平奖得主
- 雅尼斯·恰克斯特，拉脱维亚政治家，首任拉脱维亚总统
- 安德烈·奧昆科夫，2006年菲尔兹奖得主
- 符拉基米尔·弗沃特斯基，2002年菲尔兹奖得主
- 马克西姆·孔采维奇，1998年菲尔兹奖得主
- 弗拉基米尔·德林费尔德，1990年菲尔兹奖得主
- 格里戈里·马尔古利斯，1978年菲尔兹奖得主
- 谢尔盖·彼得罗维奇·诺维科夫，1970年菲尔兹奖得主
- 鲍里斯·帕斯捷尔纳克，1958年诺贝尔文学奖得主
- 安德烈·萨哈罗夫，1975年诺贝尔和平奖得主
- 米哈伊尔·戈尔巴乔夫，前任蘇聯最高領導人，1990年诺贝尔和平奖得主
- 伊戈尔·塔姆，1958年诺贝尔物理学奖得主
- 伊利亚·弗兰克，1958年诺贝尔物理学奖得主
- 列夫·朗道，1962年诺贝尔物理学奖得主
- 亚历山大·普罗霍罗夫，1964年诺贝尔物理学奖得主
- 彼得·卡皮察，1978年诺贝尔物理学家奖得主
- 维塔利·金兹堡，2003年诺贝尔物理学奖得主
- 阿列克谢·阿布里科索夫，2003年诺贝尔物理学奖得主

## 外部連結
- 莫斯科国立大学 （简体中文）
- 莫斯科国立大学 （俄文）
- Интернет-страница Музея истории МГУ （页面存档备份，存于）
- История МГУ XVIII — начала XX веков （页面存档备份，存于）
- Статья в Большая энциклопедия Кирилла и Мефодия
- Канал МГУ （页面存档备份，存于） на YouTube
- MSU news （页面存档备份，存于） — вики-ресурс об МГУ
- 260 биографий профессоров Московского университета в 1755—1855 годы; часть I （页面存档备份，存于）; часть II （页面存档备份，存于）.

分校
- Филиал МГУ в Ташкенте （页面存档备份，存于）
- Филиал МГУ в Душанбе （页面存档备份，存于）
- Филиал МГУ в Севастополе （页面存档备份，存于）
- Филиал МГУ в Ереване （页面存档备份，存于）
- Сайт Ассоциации выпускников казахстанского филиала Московского государственного университета им. М. В. Ломоносова